# Tylecodon buchholzianus
Tylecodon buchholzianus är en fetbladsväxtart som först beskrevs av Schuldt och Franz Stephani, och fick sitt nu gällande namn av H. Tölken. Tylecodon buchholzianus ingår i släktet Tylecodon och familjen fetbladsväxter. Utöver nominatformen finns också underarten T. b. fasciculatus.